# Dompfarrhaus (Limburg an der Lahn)

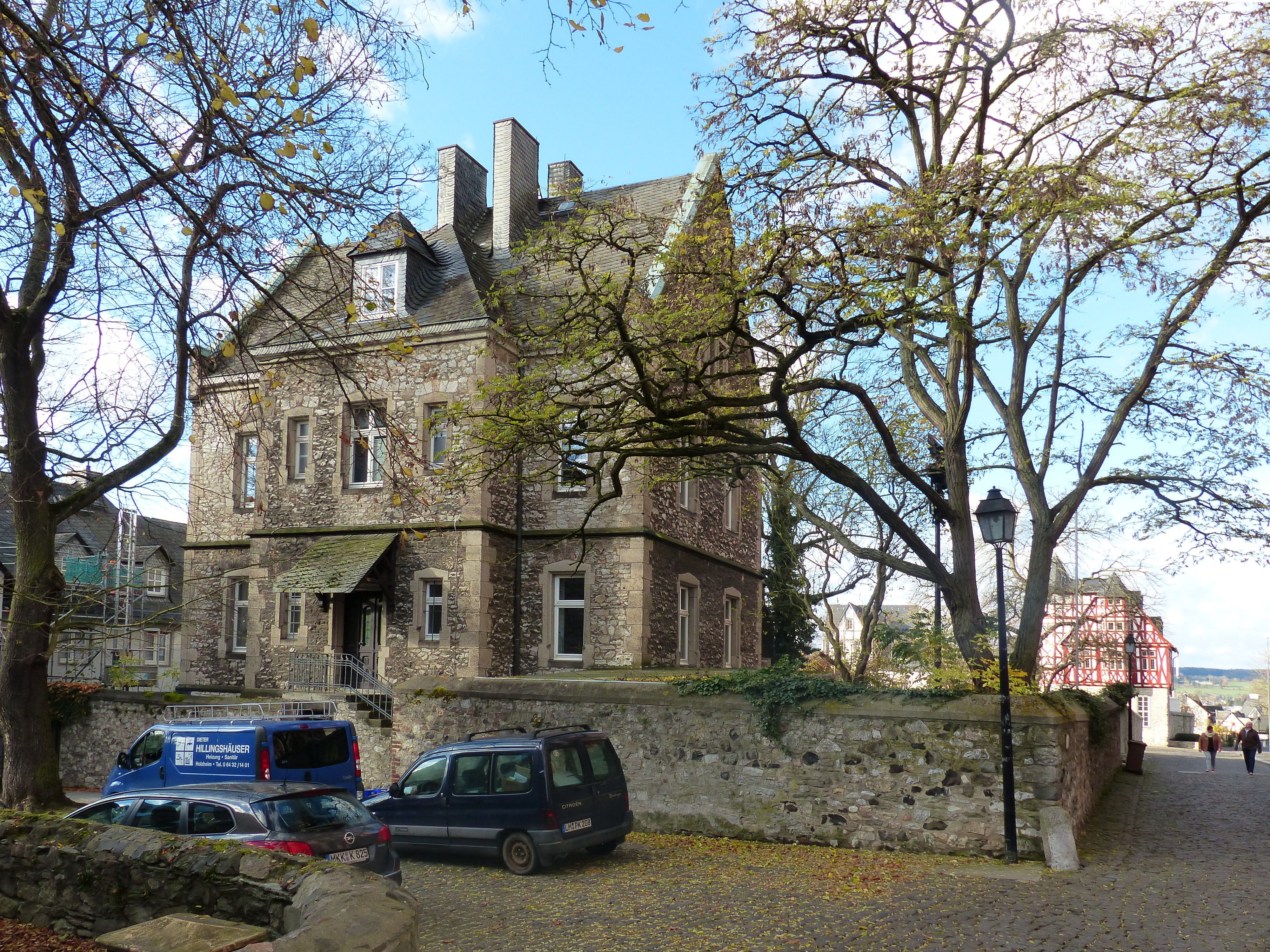
Dompfarrhaus von der Burg aus gesehen

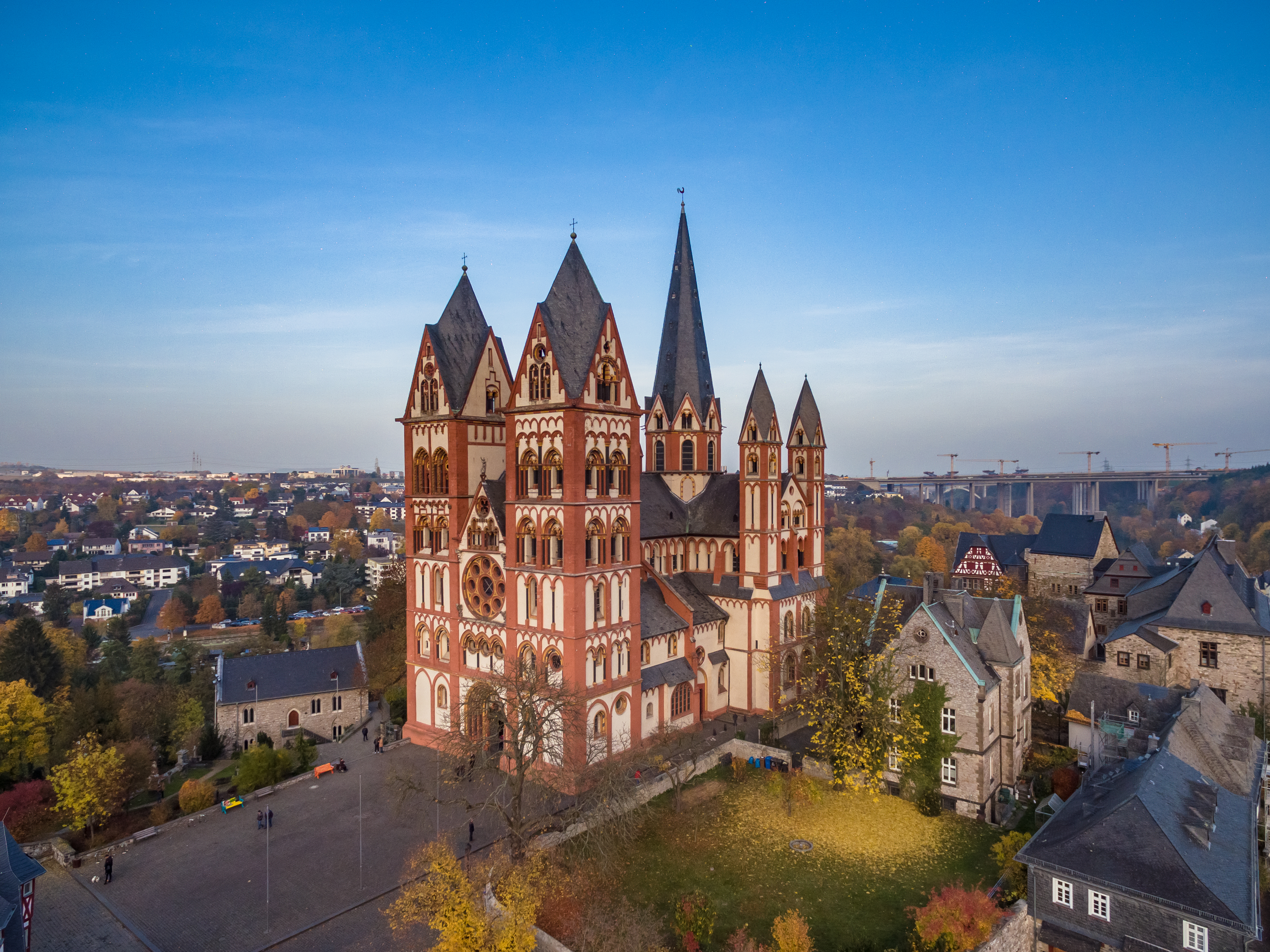
Das Dompfarrhaus (vorne rechts) liegt unmittelbar am Dom und ist von einem großen Garten umgeben. Im Hintergrund die Burg

Das Limburger Dompfarrhaus steht in unmittelbarer Nachbarschaft zu Dom und Schloss am Domplatz der mittelhessischen Stadt.
Errichtet wurde der Bruchsteinbau in den Jahren 1901 bis 1903 auf dem Gelände des ehemaligen „kurfürstlichen Bienengarten[s]“. Bereits 1873 war im Auftrag des Domkapitels durch Otto Augener ein erster Entwurf angefertigt worden, ausgeführt wurde der Bau jedoch erst ein Vierteljahrhundert später durch Jakob Fachinger, der wenig später auch das Domküsterhaus verantwortete.
Das zweigeschossige Gebäude hat einen rechteckigen Grundriss und weist einen Giebelrisalit auf. Bruchstein wurde als Baumaterial gewählt, um das Gebäude optisch an den zu dieser Zeit unverputzten Dom und die benachbarte Burgmauer anzugleichen. Fenster und Türen weisen profilierte Werksteingewände auf. Im von einer Kreuzblume bekrönten Giebel finden sich Dreipassfenster und eine Vierpassrosette.
Der zugehörige Garten ist von einer Bruchsteinmauer umgeben, in die ein Relief des Wappens Johann Philipp von Walderdorffs, 1756 bis 1768 Bischof von Trier, eingefügt ist. Auf die spätbarocken Torpfosten sind Vasen aufgesetzt.
Das Gebäude ist Kulturdenkmal aus geschichtlichen, kulturellen und städtebaulichen Gründen und als solches Bestandteil der Gesamtanlage Altstadt und Frankfurter Vorstadt.
Seit dem Sommer 2022 wird das ehemalige Dompfarrhaus von der Limburger Dommusik genutzt.